# Konstantin Koutek
Konstantin Koutek (Praga, 25 ottobre 1909 – 1984) è stato un pallanuotista cecoslovacco che ha partecipato ai Giochi di Berlino 1936.